# سرنگونی سوخوی ۲۴ روسیه توسط ترکیه (۲۰۱۵)
سرنگونی سوخوی ۲۴ روسیه بوسیلهٔ ترکیه رویدادی است که در ۲۴ نوامبر ۲۰۱۵ (۶ آذر ۹۴ خورشیدی) در مرزِ سوریه و ترکیه رُخ داد. دفتر ریاست جمهوریِ ترکیه، سرنگونیِ جنگندهٔ سوخویِ ۲۴ روسیه و بوسیلهٔ دو جنگندهٔ اف ۱۶ نیروی هوایی ترکیه را اعلام کرد که موجبِ تنش در روابطِ ترکیه و روسیه گردید.
در پی ساقط شدن جنگنده روابط دو کشور دچار تنش‌های زیادی شد. پس از آن روسیه تحریم‌های سنگین یک جانبه‌ای را علیه ترکیه اعمال کرد. واردات از ترکیه (بویژه محصولات کشاورزی و خوراکی) را متوقف، صدور گاز به ترکیه را با مشکل مواجه کرد و تورهای گردشگری را لغو نمود. با توجه به آنکه بخش قابل توجهی از اقتصاد ترکیه بر پایه گردشگری است و بیش از ۵۰٪ از گاز ترکیه توسط روس‌ها تأمین می‌شود، اقدامات روسیه آسیب بزرگی به اقتصاد آن کشور وارد آورد.

## سرنگونیِ سوخو ۲۴ و واکنش‌های دو طرف

جنگنده ۲۴ روسی پس از انهدام در حال سقوط

در ۲۴ نوامبر ۲۰۱۵ در ساعت ۹:۲۴ دو جنگنده گشت زن اف ۱۶ نیروی هوایی ترکیه که معتقد بودند جنگنده روسی قصد حمله به مواضع ترکمن‌های سوریه را دارد، آن را مورد هدف قرار داده‌اند. این جنگنده دو سرنشین که به گفته رسانه‌های ترکیه در منطقه جبل الزاویه سقوط کرده‌است به گفته ارتش ترکیه قبل از هدف قرار گرفتن ده بار اخطار دریافت کرده بود که البته به گفته کنستانتین موراختین، یکی از خلبانانی که نجات یافته است این جنگنده هیچ اخطاری دریافت نکرده‌است.ترکیه مدعی شده که این جنگنده وارد حریم هوایی کشورش گردیده و از طرف دیگر روسیه تأکید می‌کند که جنگنده اش وارد حریم هوایی ترکیه نشده‌است.

### نقضِ ۱۷ ثانیه ایِ حریمِ هواییِ ترکیه
با توجه به بیانیه ترکیه در شورای امنیت سازمان ملل، جنگنده روسی حریم هوایی ترکیه را تا عمق ۲٬۱۹ کیلومتر (۱٬۳۶ مایل) برای حدود ۱۷ ثانیه نقض کرده‌است، اما با این وجود ترکیه ادعا می‌کرد جنگنده‌هایش به جنگنده روس ده بار در پنج دقیقه هشدار داده‌اند. از طرفی دیگر روسیه معتقد است جنگنده اش حتی یک لحظه وارد خاک ترکیه نشده‌است.

## واکنش‌های جهانی به انهدام جنگنده روسی توسط ترکیه
- روسیه: ولادیمیر پوتین رئیس‌جمهوری روسیه طی دیدار با ملک عبدالله، پادشاه اردن و در واکنش به حادثه سرنگون شدن یک فروند جنگنده این کشور در نزدیکی مرز سوریه و ترکیه گفت که این حادثه خنجری از پشت توسط دولت‌های حامی تروریسم است. وی افزود که جنگندهٔ روسی هیچ تهدیدی برای ترکیه نداشته‌است و درحالی مورد هدف قرار گرفته که در یک کیلومتری مرز ترکیه بوده‌است.[۱۳][۱۴]
- ایران: حسن روحانی رئیس‌جمهور ایران گفت: اطلاعاتی که ما تا امروز در اختیار داریم حاکی از آن است که هواپیمای جنگی روسیه در فضای سوریه مشغول عملیات بوده و هدف قرار گرفته‌است. وی همچنین دو کشور روسیه و ترکیه را دوست و همسایه ایران نام برد، اما از آنکارا خواست تا به جدیت مراقب اوضاع باشد چرا که شرایط بسیار حساس است؛ و افزود که برای ما بسیار مهم است که روابط همسایگانمان صمیمی باشد.[۱۵]
- سازمان ملل متحد: بان کی مون دبیرکل سازمان ملل از سرنگون شدن جنگنده روسی سوخو-۲۴ توسط ترکیه به شدت ابراز نگرانی کرد و خواستار آن شد که دو طرف از تشدید اوضاع جلوگیری کنند.[۱۶]
- اردن: پادشاه اردن با پوتین ابراز همدردی کرد و گفت که سرنگونی سوخو ۲۴ در سوریه ضرورت همکاری نظامیان و دیپلمات‌ها در مبارزه با تروریسم را نشان می‌دهد.[۱۷]
- جمهوری چک: میلوش زمان، رئیس‌جمهوری چک این اقدام ترکیه را محکوم کرد و گفت: عملکرد ترکیه گاهی نشانگر رابطه مخفی ترکیه با داعش است. با توجه به اینکه نیروی هوایی روسیه با داعش مبارزه می‌کند، این حمله اقدام فوق‌العاده رادیکالی بود و فقط باعث متشنج شدن اوضاع می‌شود.[۱۸]
- اتحادیه اروپا: دونالد توسک، رئیس اتحادیه اروپا، از طرف‌های درگیر خواستار حفظ آرامش شد.
- اتحادیه اروپا: فدریکا موگرینی، مسئول سیاست خارجی اتحادیه اروپا نیز ضمن اعلام اینکه با «ینس استولتنبرگ» دبیرکل ناتو دراین باره مذاکره کرده، گفت: لازم است از تشدید تنش‌ها جلوگیری به عمل آید.
- فرانسه: فرانسوا اولاند، رئیس‌جمهوری فرانسه، در یک کنفرانس خبری گفت: این رویدادی جدی است و ما بابت آن متأسف هستیم. ترکیه در حال ارائه اطلاعات کامل به ناتو است و پس از آن می‌توانیم دریابیم که واقعاً چه اتفاقی افتاده و آیا قلمرو هوایی ترکیه نقض شده یا نه. اما باید از وخامت شرایط جلوگیری کنیم زیرا بسیار زیان‌بار خواهد بود.
- ایالات متحده آمریکا: باراک اوباما رئیس‌جمهور آمریکا گفت که به نظرم اکنون بسیار مهم است که از گفتگوی مستقیم روسیه و ترکیه اطمینان حاصل کنیم تا این دو کشور بتوانند تدابیری برای جلوگیری از تشدید تنش‌ها اتخاذ کنند.
- آلمان: آنگلا مرکل صدراعظم آلمان گفت که کشورها حق دفاع از حریم هوایی خود را دارند و این رویداد با یک پیش‌زمینه از تنش در روابط روسیه و ترکیه رخ داده‌است. همچنین وزیر خارجه آلمان، فرانک والتر اشتاین‌مایر، خواستار خویشتنداری دو کشور شد و با جدی برشمردن این حادثه، گفت که دو طرف باید خردمندانه و دوراندیشانه رفتار کنند و هشدار داد که حوادثی از این دست، می‌تواند بر روند دیپلماتیک برای پایان دادن به درگیری‌های سوریه اثر منفی بگذارد.
- ایتالیا: پائولو جنتیلونی، وزیر خارجه ایتالیا، از پیامدهای این واقعه ابراز نگرانی کرد و گفت که پیامدهای این واقعه نباید روی دینامیک دیپلماتیکی که در سوریه آغاز شده‌است اثر بگذارد.[۱۹]
- ارمنستان: سیران اوهانیان، وزیر دفاع ارمنستان، اقدام ترکیه را یک ضربه به تلاش برای مبارزه با تروریسم خواند.
- استرالیا: جولی بیشاپ، وزیر امور خارجه استرالیا گفت که بسیار مهم است این‌که این حادثه منجر به تشدید ناآرامی و جنگ در منطقه نشود.
- جمهوری آذربایجان: الهام علی اف، رئیس‌جمهور آذربایجان گفت که جمهوری آذربایجان آماده به تلاش برای کاهش و از بین بردن تنش در روابط ترکیه و روسیه است.
- قبرس: دفتر ریاست جمهوری نیکوس آناستاسیادس گفت که این اقدام ترکیه موجب تضعیف مبارزه با تروریسم می‌گردد.
- گرجستان: وزیر دفاع گرجستان گفت که ترکیه حق دفاع از خود در برابر تجاوز جنگنده روسی را داشته‌است. او گفت که روسیه به تازگی با وجود هشدارهای مکرر، به عمد در صدد تجاوز به حریم هوایی کشورهای عضو ناتو و اتحادیه اروپا بوده‌است.
- یونان: وزیر خارجه یونان در مکالمه تلفنی با همتای روسی خود سرگئی لاوروف ابراز همبستگی کرد.

## سرانجام خلبانان جنگنده سوخوی ۲۴ روسیه
روسیه می‌گوید که خلبان جنگنده روسیه که هدف نیروی هوایی ترکیه قرار گرفت، از سوی کماندوهای ارتش سوریه به فرماندهی سردار قاسم سلیمانی نجات یافته‌است.گزارش شده‌است که یکی از خلبانان توسط مبارزان مخالف سوریه ترکمن در سوریه دستگیر و کشته شد.
ژنرال سرگئی رودسکو، سخنگوی نظامی روسیه، همچنین گفت که یکی از دو خدمه هلیکوپتر نظامی روسیه که در جستجوی دو خلبان روس بوده، در جریان تیراندازی شورشیان سوری و فرود اضطراری هلیکوپتر، کشته شده‌است.

## روابط روسیه و ترکیه
وزارت دفاع روسیه از قطع تمامی روابط نظامی با ترکیه به‌دنبال سرنگونی جنگنده روس در مرز ترکیه و سوریه خبر داد. پس از آن نیز روسیه ساخت آکویو، تنها نیروگاه هسته‌ای ترکیه واقع در استان مرسین در جنوب ترکیه، که از سال ۲۰۱۳ شرکت روس اتم مسئول ساخت آن شد را متوقف کرد.
پوتین مدتی بعد در حکمی ویژه، تشدید تحریم‌ها را بر روی ترکیه صادر کرد. به دنبال آن نیز، رئیس‌جمهور روسیه، دستور خروج روسیه از موافقت نامه همکاری حقوقی با ترکیه را صادر کرد. این موافقت نامه دولتی در سال ۱۹۹۷ امضا شده بود.

### شروط روسیه برای ترمیم روابط با ترکیه
آندری کارلو، سفیر روسیه در آنکارا، گفت: اگر ترکیه سه شرط «عذرخواهی، مجازات عاملان و ارائه تضمین لازم برای عدم تکرار این حادثه» را بپذیرد بحران روابط به پایان می‌رسد در غیر اینصورت، سایر اقدامات ترکیه اثربخشی خواهند داشت. ترکیه باید برای ساقط کردن جنگنده روسیه عذرخواهی کرده و خسارت پرداخت کند همچنین قاتلان خلبان روسی را که وی را هنگام فرود آمدن با چتر هدف گلوله قرار داده بودند را شناسایی و محاکمه کند.

## جعبه سیاه جنگنده

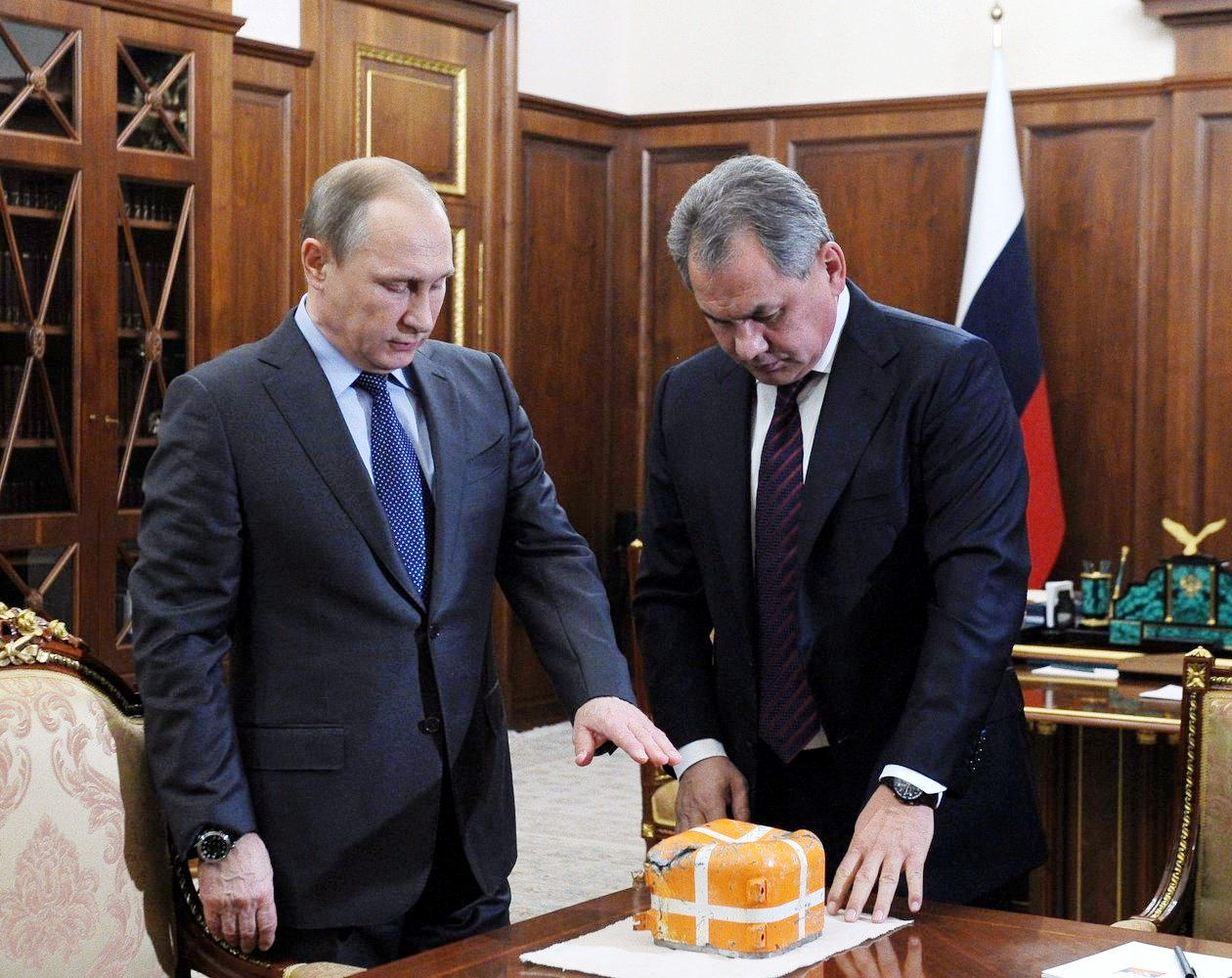
وزیر دفاع روسیه، سرگئی شویگو و رئیس‌جمهور پوتین و جعبه سیاه جنگنده سوخوی ۲۴

جعبه سیاه جنگنده در حضور کارشناسان خارجی گشوده شد. برای تضمین حداکثر شفافیت و بی‌طرفی، روسیه از کارشناسان چهارده کشور دعوت کرد در فرایند بررسی جعبه سیاه در مقام ناظر مشارکت کنند. با این وجود، به جز لیو چنگ وی و جاناتان گیلزبی، کارشناسان جمهوری خلق چین و انگلیس، سایرین به علت‌های گوناگون از مشارکت خودداری کردند. ژنرال سرگئی درونوف، جانشین فرمانده نیروی هوایی روسیه در این باره گفت: «هم‌اکنون به تمام اطلاعاتی دسترسی داریم که ثابت می‌کند جت روسیه حریم هوایی ترکیه را نقض نکرده‌است.»